# Faber and Faber
Faber and Faber é uma editora britânica, conhecida principalmente por ter publicado vários livros de poesia. O poeta T. S. Eliot já trabalhou como editor para a Faber and Faber. Foi estabelecida no ano de 1929.